# Colletes tectiventris
Colletes tectiventris är en biart som beskrevs av Timberlake 1951. Colletes tectiventris ingår i släktet sidenbin, och familjen korttungebin. Inga underarter finns listade i Catalogue of Life.